# Seguro Social
Seguro social representa qualquer uma das medidas estabelecidas por legislação para manter a renda individual ou familiar ou para fornecer renda quando algumas ou todas as fontes de renda são interrompidas ou terminadas, ou quando despesas excepcionalmente elevadas precisam ser incorridas (por exemplo, ao criar filhos ou pagar por cuidados de saúde). 
Assim, o seguro social pode fornecer benefícios em dinheiro a pessoas enfrentando doença e incapacidade, desemprego, falha nas safras, perda do parceiro conjugal, maternidade, responsabilidade pelo cuidado de crianças pequenas ou aposentadoria do trabalho. Os benefícios da segurança social podem ser fornecidos em dinheiro ou em espécie para necessidades médicas, reabilitação, ajuda doméstica durante doenças em casa, assistência jurídica ou despesas com funeral. Pode ser fornecido por ordem judicial (por exemplo, para compensar vítimas de acidentes), por empregadores (às vezes usando seguradoras), por departamentos governamentais centrais ou locais, ou por agências semipúblicas ou autônomas. 
Os termos "previdência social" e "seguro social" são frequentemente usados de maneira intercambiável, mas em alguns contextos podem ter significados ligeiramente diferentes. Em muitos países, incluindo o Brasil, os termos são usados de forma semelhante para se referir a sistemas que fornecem proteção social aos cidadãos.  A previdência social geralmente engloba um conjunto mais amplo de benefícios, que podem incluir aposentadoria, pensões por morte, auxílio-doença, auxílio-maternidade, entre outros. A previdência social muitas vezes é financiada por contribuições obrigatórias dos trabalhadores e empregadores, com o objetivo de criar um fundo coletivo para garantir a segurança financeira dos cidadãos em várias fases da vida. 
O termo "seguro social" pode se referir a um sistema mais específico, muitas vezes centrado em benefícios específicos, como aposentadoria e invalidez.  A palavra "seguro" sugere um aspecto de proteção contra riscos específicos, com contribuições feitas para um fundo que paga benefícios quando ocorrem certos eventos, como a aposentadoria. No Brasil, por exemplo, o termo mais comum é "previdência social" e é associado ao Instituto Nacional do Seguro Social (INSS), que gerencia os benefícios previdenciários no país. 

## Perpectiva internacional
A Organização Internacional do Trabalho (OIT) estabelece três critérios para definir um sistema de segurança social: o objetivo de fornecer cuidados médicos, manter a renda em casos de perda involuntária de ganhos e ser administrado por um órgão público. A OIT inclui estatísticas que abrangem a responsabilidade do empregador pelo pagamento de indenizações por acidentes de trabalho. O termo "proteção social" é usado na União Europeia, abrangendo esquemas voluntários, enquanto em alguns países, como o Reino Unido, apenas benefícios estatutários em dinheiro são considerados segurança social. O relatório de 1984 da OIT estabelece que o propósito fundamental da segurança social é garantir que o nível de vida das pessoas não seja grandemente afetado por eventualidades sociais ou econômicas. 
Cerca de 140 países possuem algum tipo de esquema de segurança social, cobrindo lesões no trabalho, pensões por idade e sobrevivência, e em muitos casos, doenças e subsídios familiares. Menos comuns são os esquemas para desemprego, embora cerca de 40 países os tenham. Apesar do apoio da família ampliada em sociedades camponesas, muitas populações rurais nos países em desenvolvimento não têm acesso à terra e estão sujeitas a riscos formidáveis. A necessidade de segurança social nessas sociedades varia, mas a base econômica e administrativa para fornecer tal segurança pode estar ausente em algumas regiões. A industrialização aumentou a necessidade de segurança social, mas não é a única razão para a evolução do sistema. 

## História
Nos desenvolvimentos por volta do ano 1900, várias sociedades tradicionalmente dependiam da caridade como meio de apoiar os pobres, com influências religiosas incentivando doações de caridade em todo o mundo. As práticas históricas incluem a imposição de impostos pelas comunidades para sustentar os pobres, vista no dízimo cristão e no zakat islâmico. As leis municipais relativas aos pobres na Alemanha de 1520 e leis semelhantes de 1530 atribuíam às cidades e comunidades a responsabilidade de sustentar os pobres. Em 1794, os estados prussianos assumiram o papel de prover aos cidadãos incapazes de se sustentarem.  Na Inglaterra, a partir do século XVI, a legislação reconheceu os desempregados, levando às Leis dos Pobres Elisabetanas de 1598, obrigando as paróquias a cobrar impostos locais para obter ajuda. Estas leis foram mal aplicadas no século XVII, mas tornaram-se amplamente utilizadas e liberalizadas no século XVIII. A dura Lei dos Pobres de 1834 exigia a admissão em asilos para receber ajuda em espécie, o que levou à sua impopularidade. 
As Leis dos Pobres Elisabetanas foram adotadas em alguns estados dos EUA, com isenções para imigrantes recentes. Sistemas semelhantes foram introduzidos na Jamaica (1682), nas Maurícias (1902) e em Trinidad (1931). Na América Latina, os colonos espanhóis forneceram subsídios a instituições de caridade em vez de estabelecerem agências de ajuda pública.  O primeiro regime geral de seguro social surgiu na Alemanha em 1883, recorrendo a caixas de recolha de guildas, a regulamentos prussianos e à responsabilidade do empregador por acidentes. As leis do chanceler Otto von Bismarck em 1883 e 1884 introduziram seguro contra doenças e acidentes, financiado por contribuições de empregados e empregadores. A Áustria (1888), a Itália (1893), a Suécia e os Países Baixos (1901) seguiram regimes semelhantes, marcando um progresso significativo no desenvolvimento da segurança social. 
O objetivo político de Bismarck ao introduzir o seguro social tinha sido abordar as queixas legítimas dos trabalhadores, de modo a travar o crescimento do socialismo e evitar a revolução. Uma proporção dos rendimentos anteriores deveria ser paga em casos de doença, lesão, viuvez e velhice. Empregadores e empregados deveriam trabalhar juntos na implementação do esquema. Na Áustria, parte da força motriz foi o objectivo dos Socialistas Cristãos de melhorar a posição dos trabalhadores. Embora a Grã-Bretanha tenha sido o primeiro país a industrializar-se, os desenvolvimentos na Alemanha e na Áustria atraíram inicialmente pouco interesse britânico devido à aversão à intervenção estatal, a uma probabilidade aparentemente menor de revolução e ao desenvolvimento mais lento do socialismo britânico.  
Na Grã-Bretanha, a auto-ajuda através de sociedades amigas e de bancos de poupança era vista como a solução. As sociedades amigas eram geridas por trabalhadores qualificados, sem participação patronal, e forneciam prestações pecuniárias fixas em caso de doença, bem como tratamento pelo médico da sociedade, a quem normalmente era paga uma taxa fixa por membro segurado – o chamado pagamento por capitação. Em 1870, o número de membros cresceu para 1.250.000 e, no início do século 20, para 7.000.000. Para além da regulamentação das sociedades amigas, a única legislação de segurança social aprovada no Reino Unido durante o século XIX foi alargar a responsabilidade dos empregadores na compensação dos trabalhadores por danos pessoais decorrentes do trabalho. Por uma lei de 1897, a compensação poderia ser obtida independentemente de o empregador ter sido negligente ou não. 
No Reino Unido, por volta de 1900, a preocupação social com a pobreza levou a investigações sistemáticas em Londres e York. Influenciada pela Nova Zelândia e pela Dinamarca, que previam a velhice sem regimes de segurança social, ao contrário da Alemanha, a Grã-Bretanha introduziu pensões não contributivas aos 70 anos em 1908. Isto contrastava com os regimes contributivos e visava ajudar imediatamente os idosos pobres. Em 1911, a Grã-Bretanha alargou a abordagem da segurança social à doença e ao desemprego, centrando-se em prestações fixas e contribuições para apoiar os trabalhadores com baixos rendimentos. A extensão da segurança social progrediu para cobrir a viuvez e a velhice a partir de 1925. Medidas de segurança social semelhantes foram adoptadas na Áustria, Bélgica, Suíça, Alemanha e Suécia, cada uma abordando questões de desemprego, saúde e pensões. 
A França limitou o seguro voluntário e viu a supressão das sociedades mútuas de seguros pelo governo. No entanto, os grandes empregadores estabeleceram os seus sistemas de segurança social e, em 1898, estava em vigor uma lei de responsabilidade do empregador para acidentes de trabalho. Pensões contributivas modestas para trabalhadores industriais e agrícolas foram introduzidas em 1910, mas enfrentaram desafios devido à oposição de trabalhadores e empregadores e à desvalorização das pensões pela inflação. A Bélgica e a França inovaram ao introduzir abonos de família no início da década de 1930, inspirados nos ideais sociais cristãos sobre salários justos. Estes subsídios visavam equalizar os encargos financeiros entre os empregadores e aumentar as taxas de natalidade, especialmente após a Primeira Guerra Mundial. No entanto, o seu impacto directo nas taxas de natalidade permaneceu pouco claro. Os abonos de família foram posteriormente introduzidos nas colônias francesas durante a década de 1950. 
Entre as Guerras Mundiais, a Europa e a América Latina assistiram à introdução de vários regimes de segurança social, predominantemente modelados a partir dos fundos autónomos da Alemanha que forneciam benefícios relacionados com os rendimentos. Estas abrangeram diferentes grupos profissionais e lançaram as bases para sistemas complexos de segurança social que os reformadores mais tarde tentaram consolidar. 
Nos EUA, a Lei do Seguro Social de 1935 marcou uma mudança, proporcionando apoio federal à assistência pública estatal e estabelecendo disposições federais para seguros de velhice, sobrevivência e invalidez. A Nova Zelândia seguiu um caminho diferente, introduzindo a primeira pensão sem condição de recursos a partir dos 65 anos em 1938, baseada na residência e financiada por um imposto especial de segurança social sobre o rendimento. 
O influente Relatório Beveridge no Reino Unido (1942) defendeu a responsabilidade do governo pelo pleno emprego, abonos de família, cuidados de saúde abrangentes e um regime nacional unificado de segurança social para eliminar a pobreza. Em 1948, uma versão modificada deste esquema foi implementada no Reino Unido. Após a Segunda Guerra Mundial, houve uma expansão global da segurança social, especialmente notável na América Latina e em certas colónias francesas em África, enquanto as colónias britânicas desenvolveram frequentemente fundos de previdência para categorias específicas de trabalhadores. 
As principais inovações do seguro social do pós-guerra incluíram a ligação das pensões à inflação, fórmulas de pensões dinâmicas ligadas aos rendimentos, opções flexíveis de reforma, direitos iguais para homens e mulheres, provisões para pessoas com deficiência baseadas no grau e não na causa, reconhecimento de necessidades adicionais para cuidadores, apoio para famílias monoparentais e a integração dos benefícios fiscais para crianças com os abonos de família. A prestação de indenizações por lesões relacionadas com o trabalho e cuidados médicos evoluiu de responsabilidade legal para vários métodos, reflectindo os desafios e objectivos de diferentes países. 
 Historicamente, os empregadores eram legalmente responsáveis pela indemnização das vítimas de acidentes de trabalho e pela prestação de cuidados médicos. No entanto, muitos países mudaram para regimes de seguro obrigatório estatais. - Os desafios dos trabalhadores no âmbito do sistema anterior incluem atrasos, custas judiciais e o risco de o empregador não ter seguro ou falir. As sentenças judiciais de montante fixo podem não garantir um rendimento vitalício protegido contra a inflação. Os empregadores segurados privados podem oferecer pequenos acordos para evitar processos judiciais morosos, o que conduz a custos acrescidos e a ineficiências na perspectiva nacional. 
Em alguns países, os regimes de seguro estatais para acidentes de trabalho substituem o direito dos trabalhadores de processar os empregadores por negligência. Isso ajuda a agilizar o processo de compensação. O argumento a favor desta abordagem inclui o potencial para incentivos financeiros para a segurança industrial, uma vez que as seguradoras podem ajustar os prémios com base na experiência de risco. Alguns países em desenvolvimento mantêm a responsabilidade legal pela prestação de cuidados médicos gerais, particularmente em indústrias como a mineira e a agricultura. Os empregadores são obrigados a fornecer clínicas e hospitais para os funcionários. Os desafios incluem garantir a conformidade dos empregadores, potenciais conflitos de interesses com a lealdade dos empregadores e a impraticabilidade económica de alargar os serviços governamentais a não empregados em áreas remotas. 
Em vários países, os empregadores são obrigados a conceder prestações pecuniárias de curto prazo durante a doença. Isto simplifica a administração em comparação com uma prestação de segurança social nacional ou um fundo de doença. Tais acordos podem oferecer proteção caso o empregador feche as portas. Muitos países em desenvolvimento implementam regimes de previdência, exigindo que os empregadores contribuam para pagamentos fixos por morte, invalidez ou reforma. Diferentes da segurança social, estes regimes carecem de partilha de riscos entre os membros. Os desafios incluem provisões inadequadas para riscos no início da vida, erosão das poupanças devido à inflação e a incapacidade de investir com segurança pagamentos únicos para rendimentos protegidos pela inflação. Os governos consideram estes regimes atraentes, pois geram poupanças forçadas para planos de desenvolvimento nacionais. 

## Seguro Social
A aceitação do seguro obrigatório como mecanismo de prestação de prestações médicas e pecuniárias em casos de doença, invalidez, viuvez e velhice foi impulsionada por órgãos legislativos cautelosos relativamente a uma intervenção estatal extensiva que exigiria impostos mais elevados para financiar pensões e benefícios. Os regimes de seguros obrigatórios eram vistos como uma forma de encorajar um comportamento responsável através de legislação e eram financiados por contribuições tanto dos empregadores como dos empregados, muitas vezes com modestos subsídios estatais, evitando assim a tributação nacional excessiva. Ao reduzir a necessidade de assistência social, estes regimes também aliviaram os encargos sobre a tributação local. 
As contribuições obrigatórias para seguros, essencialmente um imposto sobre os rendimentos auferidos, foram consideradas mais aceitáveis do que o aumento dos impostos sobre o rendimento. Os empregadores pretendiam transferir os seus encargos contributivos para os consumidores através de preços mais elevados ou, a longo prazo, para os empregados, pagando-lhes menos em dinheiro. Apesar disso, o facto de os trabalhadores terem conhecimento da parte da contribuição que cabe ao empregador tornou estes regimes mais palatáveis. Embora os impostos da segurança social fossem mais simples de cobrar em comparação com os impostos sobre o rendimento, os elevados níveis de contribuição criaram incentivos para que os indivíduos se dedicassem ao trabalho independente na economia informal ou para que os empregadores contratassem mão-de-obra contratada em vez de pessoal a tempo inteiro. 
Contudo, o método de prestação do seguro social tinha várias desvantagens em termos de satisfação das necessidades sociais ou de redução da pobreza. Favoreceu aqueles que contribuíram, excluindo indivíduos que nunca trabalharam ou enfrentaram riscos no início do seu emprego. Benefícios vinculados ao valor pago em indivíduos discriminados com menos anos de trabalho remunerado devido a responsabilidades familiares. As contribuições relacionadas com os rendimentos resultaram muitas vezes em baixos benefícios para os trabalhadores com baixos rendimentos, não conseguindo protegê-los da pobreza. Os trabalhadores independentes e os que trabalham para pequenos empregadores enfrentaram frequentemente dificuldades em aderir a esses regimes. 
Para resolver estas questões, muitos países modificaram os seus regimes de segurança social ao longo do tempo. Benefícios adicionais foram introduzidos para indivíduos com dependentes, contribuições foram creditadas para aqueles que estavam fora da força de trabalho devido a responsabilidades familiares, doença ou invalidez. Foram implementadas prestações mínimas acima das baixas contribuições relacionadas com os rendimentos, e alguns países passaram para contribuições relacionadas com os rendimentos, mantendo ao mesmo tempo benefícios fixos. Estes ajustamentos visavam tornar os regimes de segurança social mais inclusivos e capazes de responder às diversas necessidades da população. 
Alguns países oferecem certos benefícios a todos os residentes financiados através de impostos. Os democratas, pagos com base na idade, podem incluir abonos de família ou pensões. Esta abordagem garante que os benefícios não dependam de empregos anteriores. Alguns países alargam esta abordagem às prestações por invalidez e às prestações médicas, afirmando o direito aos cuidados de saúde para todos os cidadãos. A assistência social, baseada nas necessidades, preenche as lacunas deixadas pela segurança social e pelos democratistas nas sociedades avançadas. Testado em termos de recursos, considera o rendimento, o tamanho da família e outras circunstâncias, incluindo potencialmente o capital. Operado por assistentes sociais, permite discricionariedade nas decisões assistenciais, mas a padronização e a codificação aumentaram ao longo do tempo. Em alguns países, a assistência social complementa as prestações da segurança social, proporcionando apoio às pessoas que não têm outras fontes de rendimento. 
O seguro social penaliza a poupança e os ganhos, uma vez que o rendimento é normalmente deduzido da assistência e a elegibilidade pode depender do esgotamento das poupanças. Estigmatiza os beneficiários, levando a reclamações insuficientes. Os nomes dos programas de assistência social variam para reduzir o estigma, mas as regras e a elegibilidade diferem entre os países. Em alguns países, a assistência social é financiada através de impostos locais e pode excluir certos grupos, criando incentivos à deserção fictícia. Os Estados Unidos utilizam uma abordagem de assistência social para cuidados médicos de baixa renda no âmbito do programa Medicaid. A Irlanda e a Coreia do Sul oferecem cartões especiais para indivíduos de baixos rendimentos, proporcionando acesso a cuidados de saúde gratuitos ou quase gratuitos. Vários países europeus têm disposições sujeitas a testes de rendimento, como subsídios de habitação para ajudar indivíduos de baixos rendimentos com rendas ou impostos sobre a propriedade, independentemente da situação profissional. 
Subsídios foram propostos como alternativa à assistência social, utiliza informações da declaração de imposto de renda para determinar pagamentos em dinheiro para pessoas com baixos rendimentos. Implementado no Canadá para complementar as pensões, mas pode não ser adequado para indivíduos com rendimentos flutuantes. Os programas de benefícios pecuniários evoluem e diferem entre países. As informações baseiam-se em declarações de 140 países à Administração da Segurança Social dos EUA em 1985, e os detalhes podem ter mudado desde então.  
Três regimes primários de pensões estatais incluem uma pensão fixa, uma pensão dependente do rendimento e uma pensão relacionada com os rendimentos. A Nova Zelândia e os Países Baixos oferecem pensões fixas financiadas através de impostos ou contribuições gerais, respetivamente. A Escandinávia e o Canadá adoptam abordagens de dois níveis com bases não sujeitas a condição de recursos pensões combinadas com um nível relacionado com os rendimentos. Os regimes de pensões contributivas funcionavam inicialmente numa base totalmente financiada, mas o financiamento repartido tornou-se predominante após a Segunda Guerra Mundial devido à inflação. Os regimes de pensões estatais baseiam-se num “pacto entre gerações”, obrigando os actuais trabalhadores a financiar as pensões com a expectativa de que a próxima geração faça o mesmo. 
Em resposta ao rápido crescimento económico, foram introduzidos ajustamentos nas fórmulas de pensões para garantir que as pensões reflectissem o nível geral de rendimentos no momento da reforma. A Alemanha Ocidental estabeleceu o padrão em 1957, ajustando as pensões com base no valor monetário das contribuições pagas ao longo da vida activa. Abordagens alternativas incluem basear as pensões nos últimos anos de rendimentos ou nos melhores anos. Práticas como a concessão de pensões mais elevadas aos trabalhadores com baixos salários e a concessão de uma pensão mínima ou de uma pensão social baseada no rendimento visam combater as desigualdades. Após a Segunda Guerra Mundial, o ajustamento automático das pensões com base num índice de preços ou rendimentos médios tornou-se uma prática comum. Alguns países modificam as suas fórmulas de ajustamento com base nas condições económicas, dando prioridade a índices de preços ou de rendimentos. Estes desenvolvimentos mostram a natureza evolutiva dos regimes de pensões, tendo em conta as mudanças económicas, a inflação e os esforços para resolver as disparidades de rendimento entre os reformados. 
A idade para elegibilidade à pensão completa varia globalmente, com diferenças entre países e muitas vezes entre géneros. A idade de reforma pode reflectir a esperança de vida e há uma tendência para equalizar a idade de reforma entre homens e mulheres. Alguns países permitem o saque antecipado de uma pensão com uma redução calculada atuarialmente, muitas vezes relacionada com regimes mais generosos relacionados com os rendimentos. Problemas de saúde ou o desejo de gozar a reforma com boa saúde conduzem geralmente à reforma antecipada. Existem disposições para incentivar a reforma mais tardia, beneficiando o rácio entre a população empregada e a reformada. Apesar da melhoria da esperança de vida, alguns países reduziram a idade normal de reforma, influenciados por objectivos políticos. 
A Noruega foi pioneira num conceito em 1972 que permite que indivíduos com idades compreendidas entre os 67 e os 69 anos reduzam o horário de trabalho e recebam uma pensão parcial, facilitando uma transição gradual para a reforma. - A Suécia e a Espanha introduziram disposições semelhantes, enfatizando a flexibilidade nos horários de trabalho e na reforma. A maioria dos regimes de pensões impõe limites ao rendimento auferido pelos pensionistas sem redução da pensão. Alguns regimes exigem mesmo que os pensionistas deixem os seus empregos após receberem uma pensão. As disposições relativas aos limites dos rendimentos auferidos contribuem para um declínio na proporção de trabalhadores a tempo inteiro acima da idade normal de reforma. O aumento da generosidade das pensões, tanto públicas como privadas, é um factor importante que influencia esta tendência. 
Os regimes de pensões antecipadas previam frequentemente disposições para cônjuges dependentes, especialmente esposas. As mudanças nas estruturas sociais, incluindo o divórcio e a coabitação, fazem com que mais mulheres dependam de pensões auferidas por direito próprio. Alguns regimes não prevêem um cônjuge dependente, criando disparidades entre países como a Alemanha, a Áustria e a Itália. Os direitos das mulheres às pensões são cruciais, tendo em conta a sua esperança de vida mais longa, em média. Alguns países permitem que as donas de casa contribuam voluntariamente para os regimes de pensões, embora a participação seja geralmente baixa. Outras nações adoptam disposições para dividir os créditos de pensão entre os cônjuges para resolver as disparidades. No Reino Unido, os indivíduos podem receber créditos de pensão por cada ano passado a cuidar de um filho dependente ou de um familiar deficiente, até um máximo de 20 anos. 
Os regimes de pensões antecipadas muitas vezes previam as viúvas e os regimes modernos alargaram estas disposições para incluir os viúvos. Os sobreviventes normalmente têm a opção de escolher entre os seus próprios direitos e uma proporção dos benefícios do cônjuge falecido. A Suécia permite que as viúvas recebam benefícios relacionados com os rendimentos e uma pensão fixa. Os acidentes de trabalho são frequentemente a forma mais antiga de segurança social em muitos países. Os modelos históricos influenciados pelas leis alemãs e britânicas moldaram o desenvolvimento de regimes de compensação para lesões profissionais. As prestações por invalidez resultantes de lesões relacionadas com o trabalho são geralmente mais generosas do que as concedidas a factores não profissionais. 
As prestações por doença variam, sendo que alguns países exigem que os empregadores paguem prestações pelas primeiras semanas de doença antes de os fundos da segurança social assumirem o controlo. Os benefícios por doença podem ser fixos ou relacionados aos rendimentos, com diferenças nos períodos de carência, taxas e subsídios para dependentes entre os países. Os Estados Unidos são únicos entre as nações altamente industrializadas, carecendo de uma provisão nacional para doenças de curta duração, para além de regimes específicos para determinados grupos de trabalhadores e programas de assistência social. A idade da reforma varia muito entre países, reflectindo diferenças na esperança de vida. Há uma tendência de equalização das idades de aposentadoria entre os sexos. Existem opções de pensões antecipadas, muitas vezes com reduções calculadas atuarialmente, e existem disposições para adiar aposentadoria. As alterações nos regimes de pensões desviam-se por vezes da lógica, influenciadas por factores como as taxas de desemprego. 
A provisão para acidentes de trabalho é frequentemente a forma mais antiga de seguridade social. As prestações por invalidez e doença são influenciadas por factores relacionados com o trabalho e a sua concessão varia entre os países. As prestações por invalidez estão frequentemente associadas ao número de anos de contribuição para um regime de pensões relacionado com os rendimentos.  A tendência é aproximar os regimes de acidentes de trabalho de outros regimes de segurança social. As prestações de desemprego são distintas das prestações de doença devido à natureza variável do desemprego. A elegibilidade muitas vezes depende de empregos e contribuições anteriores. Os benefícios são geralmente limitados no tempo ou reduzidos após um determinado período para incentivar o reemprego. Os pagamentos de contribuições desempenham um papel crucial no policiamento da elegibilidade para benefícios de desemprego. 
Os regimes de abono de família variam em termos de cobertura e estrutura, influenciados por factores como a dimensão e o rendimento da família. Alguns programas visam reduzir a pobreza em famílias numerosas ou aumentar as taxas de natalidade. Os subsídios de maternidade são frequentemente concedidos juntamente com os subsídios de doença e os subsídios parentais podem incentivar a licença parental. Existem disposições para viúvas abaixo da idade de reforma com filhos dependentes, mas as condições e a duração variam. As famílias monoparentais são frequentemente abordadas através de assistência social, com níveis variados de prestações baseadas no rendimento.  A maioria dos países industrializados tem regimes de segurança social, mas a extensão e a estrutura da prestação variam. Os EUA são excepcionais por não fornecerem abonos de família e por não possuírem um regime geral de seguro de saúde nacional. Os países em desenvolvimento podem utilizar a responsabilidade dos empregadores ou o seguro social para a provisão. 

### Benefícios  de saúde
Os sistemas de seguros de saúde evoluíram de forma diferente entre os países, com diferentes abordagens ao financiamento e à prestação. Alguns países fizeram a transição para um serviço de saúde disponível a todos os residentes, financiado por impostos ou contribuições para a segurança social. O Canadá e a Austrália adoptaram o seguro de saúde obrigatório relativamente tarde. O texto destaca os esforços globais, como o programa Saúde para Todos da Organização Mundial de Saúde, que visa alargar a cobertura de saúde a todas as populações. Os desafios incluem questões de desigualdade, escassez de mão de obra e o custo do seguro de saúde. No geral, o texto fornece uma visão abrangente do panorama histórico e internacional dos sistemas de segurança social, enfatizando as diversas abordagens adotadas por diferentes países. 
Os regimes nacionais de saúde utilizam três métodos principais para ampliar benefícios. A primeira abordagem envolve a prestação direta de serviços, com o governo ou fundos de seguros possuindo e operando instalações de saúde. O segundo método adota contratos indiretos com entidades privadas ou hospitais públicos, enquanto o terceiro, reembolso, exige que os pacientes paguem antecipadamente e solicitem reembolso. Muitos países adotam modelos híbridos, combinando esses sistemas. Por exemplo, o Serviço Nacional de Saúde do Reino Unido combina prestação direta para hospitais e serviços com contratos indiretos para clínicas gerais, farmácias e dentistas. Os esquemas de seguro saúde variam nos métodos de pagamento do fornecedor, influenciando os custos, e medidas de controle incluem orçamentação e pagamento por serviço ou baseado em um orçamento predeterminado. O foco inicial no tratamento médico gratuito evoluiu para enfatizar a restauração da capacidade de trabalho ao longo do tempo. 

## Desafios da previdência social
Após a Segunda Guerra Mundial, houve um aumento significativo nos custos da seguridade social, atingindo mais de 20-30% do PIB em muitos países europeus em 1980. Esse aumento resultou da ampliação da cobertura, inclusão de mais riscos, benefícios indexados e generosos, chegando a 100% dos rendimentos para contingências específicas. O envelhecimento da população, a redução da idade de aposentadoria e uma menor percentagem da população ativa foram fatores críticos que pressionaram financeiramente o sistema. 
O crescimento do desemprego na década de 1970 desestabilizou as finanças da seguridade social, levando a custos mais elevados e perda de receitas. Para conter os custos, foram implementadas medidas como revisões na indexação de benefícios e contribuições de pensionistas para despesas de saúde. Internacionalmente, estratégias como mudanças nos sistemas de pagamento e restrições orçamentais foram adotadas. A análise dos gastos revelou correlações com o padrão de vida, proporção de idosos e ano de adoção da legislação. Desafios futuros incluem o envelhecimento da população e avanços na tecnologia médica, levando a propostas de reforma das contribuições para pensões, métodos de capitalização ou privatização. 
O alto custo do seguro social tem sido associado aos baixos níveis de crescimento econômico nas sociedades industrializadas desde 1973. Críticos argumentam que isso ocorre através de três canais principais: benefícios de desemprego que reduzem os incentivos ao trabalho, resistência a impostos e contribuições que levam a exigências salariais, inflação e déficits governamentais, além da alegação de que o seguro social desencoraja a poupança, prejudicando o crescimento econômico. Em resposta a essas críticas, argumenta-se que pesquisas empíricas fornecem pouco suporte à ideia de que as pessoas preferem os benefícios ao trabalho. Embora os benefícios possam reduzir a disposição para aceitar empregos de baixa remuneração, os dados não sustentam fortemente a noção de que os benefícios desencorajam o emprego em geral. Além disso, a resistência aos impostos é considerada uma questão universal, aplicável tanto aos regimes de pensões do setor privado quanto do setor público. 
A alegação de que o seguro social diminui a poupança não é conclusivamente apoiada por evidências. Muitos países registraram maior diversificação de poupanças após a implementação de sistemas de repartição para financiar o seguro social. A limitação de investimentos é atribuída à disponibilidade de oportunidades lucrativas, não à escassez de poupanças. Mesmo se a baixa poupança restringisse o investimento, os governos poderiam gerar excedentes orçamentários para financiá-lo. 
Alguns críticos propõem substituir os benefícios do seguro social por um imposto de renda negativo, concentrando-se exclusivamente nos grupos de renda mais baixa para uma prestação mais generosa e reduzindo o peso do setor público. No entanto, a implementação desses regimes enfrenta desafios administrativos e pode não estar alinhada com a ênfase histórica no incentivo à parcimônia através de programas de seguro social. Estudos empíricos indicam uma pequena associação entre maiores despesas com o seguro social e menor crescimento econômico, mas a causa não é clara, sendo influenciada por diversos fatores. Embora as despesas com o seguro social não tenham eliminado a pobreza relativa nas sociedades industrializadas, elas não foram necessariamente concebidas para esse fim. O seguro social visa a manutenção do rendimento através da redistribuição, respondendo a necessidades como doença, desemprego e velhice. No entanto, a pobreza persiste por várias razões, incluindo o limiar de pobreza escolhido, a falta de reivindicação dos benefícios a que se tem direito e a inadequação dos benefícios relacionados com os rendimentos para pessoas com baixos rendimentos. 
Nos países em desenvolvimento, o seguro social é criticado por reforçar as dicotomias entre as populações urbanas e rurais, além de exacerbar as desigualdades entre indivíduos empregados e desempregados. Os críticos argumentam que as contribuições para o seguro social limitam a capacidade dos governos de obter receitas fiscais mais amplas e perpetuam as desigualdades profissionais. Defensores do seguro social afirmam que as contribuições são justificadas pelos benefícios proporcionados, sugerindo que as críticas deveriam focar no padrão dos rendimentos originais, não no próprio sistema de seguro social. 